# Agios Pharmaceuticals
Agios Pharmaceuticals Inc. ist ein US-amerikanisches Pharmaunternehmen mit Sitz in Cambridge (Massachusetts), Vereinigte Staaten. Die therapeutischen Schwerpunkte des Unternehmens sind Krebs und seltene genetische Stoffwechselstörungen, bei denen es sich um eine Gruppe von über 600 seltenen genetischen Erkrankungen handelt, die durch Mutationen oder Defekte einzelner Stoffwechselgene verursacht werden.

## Geschichte
Das Unternehmen wurde 2008 von Lewis Cantley, Tak Mak und Craig Thompson gegründet.
Die Forschung hat ergeben, dass das mutierte metabolische Gen IDH1 eine neuartige Enzymaktivität hat, die mit einem  Onkogen übereinstimmt und veröffentlichte 2009 den Artikel in der Zeitschrift Nature.
2010 bestand eine Zusammenarbeit mit dem amerikanischen Pharmaunternehmen Celgene Corporation, um neuartige zellstoffwechselbezogene Therapien zu entwickeln. Zusammen mit Mitarbeitern von Memorial Sloan Kettering  veröffentlichte Agios einen Aufsatz in der Zeitschrift Cancer Cell, das möglicherweise eine IDH-Mutation in einen ausgeprägten Mechanismus der akuten myeloischen Leukämie (AML)-Pathogenese impliziert.
2011 erfolgte eine Ausdehnung der Forschung auf seltene genetische Stoffwechselstörungen.
2012 war die Entdeckung der ersten potenten Inhibitoren der mutierten IDH, die Tumor 2-HG in vivo senken und Veröffentlichung der Ergebnisse in der Zeitschrift American Chemical Society Medicinal Chemistry Letters. Im gleichen Jahr wurde Klage gegen einen seiner Gründer, Craig Thompson, erhoben, dem vorgeworfen wurde, Thompson habe in der Forschung in Agios illegal vom Abramson Family Cancer Research Institute entnommene Forschungsergebnisse verwendet.
2013 erfolgte ein Börsengang an der amerikanischen Börse NASDAQ. Erste klinische Studie mit Enasidenib bei Patienten mit IDH2-mutierten hämatologischen Malignitäten. 2014 war die Zulassung von Enasidenib sowohl Fast Track als auch Orphan Drug  durch die Food and Drug Administration (FDA). 2015 folgte die Zulassung von Ivosidenib  sowohl Fast Track als auch Orphan Drug  durch die FDA. 2016 war der Eintritt in eine globale Forschungskooperation mit Celgene mit Schwerpunkt metabolische Immunonkologie. 2017 erfolgte eine Zulassung der ersten Medikaments IGHIFA aus der Zusammenarbeit mit Celgene. 2019 war die Eröffnung des europäischen Hauptsitzes in Zug, Schweiz.